# Hemipholiota
Hemipholiota (Singer) Bon – rodzaj grzybów z rodziny pierścieniakowatych (Strophariaceae). Należą do niego 2 gatunki.
W 10 edycji Dictionary of the Fungi takson ten jest synonimem rodzaju Pholiota (łuskwiak)

## Systematyka i nazewnictwo
Pozycja w klasyfikacji według Index Fungorum: Strophariaceae, Agaricales, Agaricomycetidae, Agaricomycetes, Agaricomycotina, Basidiomycota, Fungi. Wcześniej Hemipholiota był podrodzajem rodzaju Pholiota (Pholiota, subgen. Hemipholiota Singer 1962).
Po raz pierwszy takson ten zdiagnozował w roku 1962 Rolf Singer nadając mu nazwę Pholiota subgen. hemipholiota. Obecną, uznaną przez Index Fungorum nazwę nadał mu w roku 1986 Marcel Bon.

## Gatunki
- Hemipholiota heteroclita (Fr.) Bon 1986
- Hemipholiota populnea (Pers.) Bon 1986 – tzw. łuskwiak topolowy

Nazwy naukowe na podstawie Index Fungorum. Nazwy polskie według Władysława Wojewody..